# Trilobophora nitrariae
Trilobophora nitrariae är en tvåvingeart som beskrevs av Marikovskij 1953. Trilobophora nitrariae ingår i släktet Trilobophora och familjen gallmyggor.
Artens utbredningsområde är Kazakstan. Inga underarter finns listade i Catalogue of Life.